# Fernando Schaefer
Fernando Schaefer, também conhecido como Fernandão é um músico brasileiro, atualmente baterista do Worst e Powerflo, começou a tocar bateria aos doze anos. Seu interesse pelas tendências mais extremas das possibilidades da bateria levou Fernando, como ficou conhecido no cenário musical alternativo do Brasil, a entrar para a banda paulistana de thrash metal Korzus e posteriormente formar diversas bandas e participar de projetos de terceiros ligados às vertentes do Metal, do Thrash e do Hardcore. Entre os trabalhos que mais se destacam estão o Pavilhão 9, Rodox, Kiko Loureiro, Treta, Sangue Inocente, Paura e Endrah.